# Plane Crash
Plane Crash è il quinto singolo del gruppo musicale inglese Purple Hearts, pubblicato nel 1980 dall'indipendente Road Runner Records.
Come Lato B vengono scelte Scooby Doo e Gun of Life.

## Tracce
Lato A:
1. Plane Crash

Lato B:
1. Scooby Doo
2. Gun ff Life

## Musicisti
- Bob Manton - Cantante
- Simon Stebbing - Chitarrista
- Jeff Shadbolt - Bassista
- Gary Sparks - Batterista